# Републикански път III-805
Републикански път IIІ-805 е третокласен път, част от Републиканската пътна мрежа на България, преминаващ изцяло по територията на Пловдивска област. Дължината му е 19,6 km.
Пътят се отклонява наляво при 220,8 km на Републикански път I-8 западно от град Пловдив и се насочва на север през Горнотракийската низина, като първите 5,8 km, до 122 km на автомагистрала „Тракия“ е северозападен околовръстен път на града. След като пресече автомагистралата завива на северозапад, преминава през селата Бенковски и Войсил и в центъра на град Съединение се свързва с Републикански път III-6062 при неговия 11,4 km.
| Пътища, отклоняващи се надясно (населено място, № на пътя, посока на пътя) | Км   | Пътища, отклоняващи се наляво (посока на пътя, № на пътя, населено място) |
| -------------------------------------------------------------------------- | ---- | ------------------------------------------------------------------------- |
| Община Марица, I-8, 220,8 km ←                                             | 0,0  | ← 220,8 km, I-8, Община Марица                                            |
| (за гр. Пловдив) общински път ←                                            | 4    | → общински път (за 120 km на автомагистрала „Тракия“)                     |
| автомагистрала „Тракия“, 122 km ←                                          | 5,8  | ← 122 km, автомагистрала „Тракия“                                         |
| с. Бенковски                                                               | 7,6  | → с. Бенковски, общински път (за с. Радиново)                             |
| с. Войсил                                                                  | 10,5 | с. Войсил                                                                 |
| Община Съединение                                                          | 13,7 | Община Съединение                                                         |
| (от с. Любен) III-6062, 11,4 km, гр. Съединение →                          | 19,6 | → гр. Съединение, 11,4 km, III-6062 (до с. Пищигово)                      |